# آر. ك.
آر. ك. هو ممثل هندي، ولد في 3 فبراير 1959 في الهند.

## وصلات خارجية
- آر. ك. على موقع IMDb (الإنجليزية)